# Front de Volkhov
 (août 2019).
Si vous disposez d'ouvrages ou d'articles de référence ou si vous connaissez des sites web de qualité traitant du thème abordé ici, merci de compléter l'article en donnant les références utiles à sa vérifiabilité et en les liant à la section « Notes et références ».
Le front de Volkhov (en russe : Волховский фронт) était une formation majeure de l'Armée rouge (le front soviétique est l'équivalent d'un groupe d'armées dans les autres forces armées) pendant la Seconde Guerre mondiale.
Le front a été mis sur pied en décembre 1941 comme une tentative pour enrayer la progression du groupe d'armées Nord de la Wehrmacht dans son offensive vers Léningrad. Ses unités étaient initialement déployées au sud-est de Léningrad, appuyant leur flanc droit sur le lac Ladoga ; le front doit son nom à la ville de Volkhov, à 110 km à l'est de Léningrad, sur la rive sud du lac.
Dissous en avril 1942 avec passage des différentes unités au sein du front de Léningrad, le front de Volkhov est recréé en juin 1942 ; il participe en 1944 à l'opération Novgorod-Luga avant d'être de nouveau dissous.
Le front eut pour unique commandant le général d'armée Kirill Meretskov.